# Капп-Гайтс (Пенсільванія)
Капп-Гайтс (англ. Kapp Heights) — переписна місцевість (CDP) в США, в окрузі Нортамберленд штату Пенсільванія. Населення — 877 осіб (2020).

## Географія
Капп-Гайтс розташований за координатами 40°53′58″ пн. ш. 76°48′32″ зх. д. / 40.89944° пн. ш. 76.80889° зх. д. (40.899488, -76.808910).  За даними Бюро перепису населення США в 2010 році переписна місцевість мала площу 0,91 км², уся площа — суходіл.

## Демографія
Згідно з переписом 2010 року, у переписній місцевості мешкали 863 особи в 365 домогосподарствах у складі 264 родин. Густота населення становила 952 особи/км².  Було 387 помешкань (427/км²).
Расовий склад населення:
| - 93,6 % — білих - 2,8 % — чорних або афроамериканців - 0,7 % — азіатів - 0,2 % — корінних американців - 1,0 % — осіб інших рас |

До двох чи більше рас належало 1,6 %. Частка іспаномовних становила 1,9 % від усіх жителів.
За віковим діапазоном населення розподілялося таким чином: 20,7 % — особи молодші 18 років, 59,7 % — особи у віці 18—64 років, 19,6 % — особи у віці 65 років та старші. Медіана віку мешканця становила 43,0 року. На 100 осіб жіночої статі у переписній місцевості припадало 95,7 чоловіків;  на 100 жінок у віці від 18 років та старших — 92,7 чоловіків також старших 18 років.
Середній дохід на одне домашнє господарство  становив 58 376 доларів США (медіана — 55 426), а середній дохід на одну сім'ю — 61 366 доларів (медіана — 55 958). За межею бідності перебувало 10,2 % осіб, у тому числі 38,1 % дітей у віці до 18 років та 0,0 % осіб у віці 65 років та старших.
Цивільне працевлаштоване населення становило 554 особи. Основні галузі зайнятості: роздрібна торгівля — 24,4 %, освіта, охорона здоров'я та соціальна допомога — 20,2 %, виробництво — 14,4 %, мистецтво, розваги та відпочинок — 11,4 %.